# یواس‌اس باربارا (اس‌پی-۷۰۴)
یواس‌اس باربارا (اس‌پی-۷۰۴) (به انگلیسی: USS Barbara (SP-704)) یک کشتی بود که طول آن ۴۲ فوت (۱۳ متر) بود. این کشتی در سال ۱۹۱۰ ساخته شد.